# 松漠都督府
松漠都督府，是唐朝时管理契丹的羁縻都督府。
唐太宗贞观二十二年（648年）十一月廿三，契丹帥窟哥率领所部內屬。唐太宗以契丹部為松漠都督府（在今赤峰、通辽一带）。以窟哥為都督；又以其別帥达稽部为峭落州，纥便部为弹汗州，独活部为无逢州，芬问部为羽陵州，突便部为日连州，芮奚部为徒河州，坠斤部为万丹州，伏部为匹黎、赤山二州，一共為九州。各以其辱紇主為刺史。十一月廿四，於營州置東夷校尉官。696年—717年，因契丹反唐，一度撤销。安史之乱后，仅留空名。耶律阿保机在907年，就是以原唐松漠都督府的辖区为基础，征服契丹各部建立大契丹国的。

## 行政区划
| 州名   | 现在地名                             | 原部落               |
| ------ | ------------------------------------ | -------------------- |
| 松漠州 | 内蒙古自治区翁牛特旗新苏莫苏木       | 以契丹大贺氏窟哥部置 |
| 无逢州 | 内蒙古自治区通辽市                   | 以契丹独活部置       |
| 匹黎州 | 内蒙古扎鲁特旗鲁北镇                 | 以契丹出伏部置       |
| 赤山州 | 内蒙古阿鲁科尔沁旗巴彦花镇乌兰苏木村 | 以契丹出伏部置       |
| 羽陵州 | 内蒙古巴林左旗哈拉哈达镇石房子       | 以契丹芬问部置       |
| 日连州 | 内蒙古林西县黄土坑古城               | 以契丹突便部置       |
| 万丹州 | 内蒙古翁牛特旗乌丹镇                 | 以契丹坠斤部置       |
| 峭落州 | 内蒙古奈曼旗八仙筒镇                 | 以契丹达稽部置       |
| 徒河州 | 内蒙古赤峰市风水沟镇哈拉木头村古城   | 以契丹大贺氏芮奚部置 |
| 弹汗州 | 内蒙古敖汉旗木头营子乡新民村         | 以契丹大贺氏纥便部置 |